# Boven-Angara
De Boven-Angara (Russisch: Верхняя Ангара) is een rivier in Siberië, Rusland. Ze is 320 km lang en ontspringt ten noordoosten van het Baikalmeer. Ze stroomt zuidwestelijk door Boerjatië en mondt uit in het meer. Ze is gedeeltelijk bevaarbaar.